# Caloptilia leucolitha
Caloptilia leucolitha là một loài bướm đêm thuộc họ Gracillariidae. Nó được tìm thấy ở Bắc Úc, Ấn Độ, Bali, Java và Sri Lanka.
Ấu trùng ăn Litsea chinensis và Litsea glutinosa. Chúng có thể ăn lá nơi chúng làm tổ.